# Josh Klinghoffer
Josh Adam Klinghoffer, född 3 oktober 1979, är en amerikansk rockmusiker och musikproducent från Los Angeles. Mellan åren 2010 till 2019 var Klinghoffer gitarrist i det amerikanska funkrockbandet Red Hot Chili Peppers efter att föregående gitarrist John Frusciante slutat och sedermera återvänt.
Klinghoffer är i nuläget aktiv under pseudonymen Pluralone, under vilken han har släppt tre soloalbum, To Be One With You (2019), I Don't Feel Well (2020) ochThis is the Show (2022), samt ett flertal singlar och b-sidor därtill. 
Han är även med i bandet Dot Hacker, där han är låtskrivare, huvudsångare, gitarrist, keyboard- och synthspelare.
Därtill har Klinghoffer varit delaktig i bandet Ataxia tillsammans med John Frusciante och Joe Lally. Han har också medverkat på de flesta av Frusciantes egna skivor. Ett av dem, A Sphere in the Heart of Silence (2004), släppte han och Frusciante tillsammans.
Han har förutom sina samarbeten med Red Hot Chili Peppers och Frusciante medverkat som support till många andra artister sedan han som femtonåring hoppat av skolan som en lovande multiinstrumentalist.

## Turnéer
- Vincent Gallo (gitarr, basgitarr, piano, 2001)
- Butthole Surfers (gitarr, trummor, 2001)
- Beck (gitarr, 2003)
- Golden Shoulders (basgitarr, 2003)
- Moris Tepper (trummor, 2004)
- PJ Harvey (gitarr, trummor, 2004)
- Michael Rother (trummor, 2004)
- Sparks (gitarr, 2006–2008)
- Gnarls Barkley (gitarr, synthesizer, 2006–2008)
- Dot Hacker (gitarr, sång, synthesizer, 2008– )
- Red Hot Chili Peppers (gitarr, sång, slagverk, synthesizer, 2007– 2019)
- Gnarls Barkley (gitarr, sång, synthesizer, 2008)

## Diskografi
- The Bicycle Thief – "You Come and Go Like a Pop Song" (1999)
- Perry Farrell – "Song Yet To Be Sung" (2001)
- Tricky – "Blowback" (2001)
- Golden Shoulders – "Let My Burden Be" (2002)
- John Frusciante – "Shadows Collide with People" (2004)
- John Frusciante – "The Will to Death" (2004)
- Golden Shoulders - "Friendship Is Deep" (2004)
- Ataxia - "Automatic Writing" (2004)
- John Frusciante – "Inside of Emptiness" (2004)
- John Frusciante & Josh Klinghoffer – "A Sphere In The Heart Of Silence" (2004)
- PJ Harvey – "Itunes Originals" (2004)
- Thelonious Monster – "California Clam Chowder" (2004)
- Gemma Hayes – "The Roads Don't Love You" (2005)
- The Format – "Dog Problems" (2006)
- Bob Forrest – "Modern Folk and Blues: Wednesday" (2006)
- PJ Harvey – "The Peel Sessions 1991 - 2004" (2006)
- Spleen – "Nun Lover!" (2007)
- The Diary of IC Explura – "A Loveletter to the Transformer, Pt. 1" (2007)
- Charlotte Hatherley – "The Deep Blue" (2007)
- Golden Shoulders – "Friendship Is Deep (Reissue)" (2007)
- Ataxia – "AW II" (2007)
- Neon Neon – "Stainless Style (2008)
- Gnarls Barkley – "The Odd Couple" (2008)
- Martina Topley-Bird – "The Blue God" (2008)
- Pocahaunted – "Chains" (2008)
- Headless Heroes – "The Silence of Love" (2008)
- John Frusciante – "The Empyrean" (2009)
- Warpaint – "Exquisite Corpse" (Manimal Vinyl 2009)
- Golden Shoulders – "Get Reasonable" (2009)
- Red Hot Chili Peppers – "I'm With You" (2011)
- Dot Hacker – "Dot Hacker" (EP) (2012)
- Dot Hacker – "Inhibition" (2012)
- Dot Hacker – "How's Your Process? (Work)" (EP) (2014)
- Dot Hacker – "How's Your Process? (Play)" (EP) (2014)
- Red Hot Chili Peppers – "The Getaway" (2016)
- Dot Hacker – "N°3" (2017)
- Pluralone – "To Be One With You" (2019)
- Pluralone – "I Don't Feel Well" (2020)
- Pluralone - "This is the Show" (2022)